# رومان ليفيشنكو
رومان ليفيشنكو (10 ديسمبر 1993 - ) هو لاعب كرة قدم روسي في مركز الوسط. لعب مع فاكل فارونيش ‏ وFC Vybor-Kurbatovo Voronezh ‏.

## وصلات خارجية
- رومان ليفيشنكو على موقع قاعدة بيانات كرة القدم.إي يو (الإنجليزية)
- رومان ليفيشنكو على موقع Soccerway.com (الإنجليزية)